# سیری (تغذیه)
سیری (به انگلیسی: Satiety) حالت یا شرایطی است که فراتر از نقطه ارضا، برعکس گرسنگی، ارضا می‌شود. به دنبال سیری (قطع غذا)، احساس سیری است که تا وعده غذایی بعدی ادامه دارد. وقتی غذا پس از غذا در دستگاه گوارش وجود دارد، سیگنال‌های سیری بر سیگنال‌های گرسنگی غلبه می‌کنند، اما با افزایش گرسنگی، سیری به آرامی محو می‌شود.
مرکز سیری در جانوران در هسته شکمی هیپوتالاموس قرار دارد.